# Shimaya Yatsunori
Yatsunori Shimaya (島屋八徳 Shimaya Yatsunori, sinh ngày 3 tháng 4 năm 1990) là một cầu thủ bóng đá người Nhật Bản thi đấu cho câu lạc bộ tại J2 League Tokushima Vortis, ở vị trí tiền đạo hay tiền vệ.

## Thống kê câu lạc bộ
Cập nhật đến ngày 22 tháng 3 năm 2018.
| Thành tích câu lạc bộ | Thành tích câu lạc bộ | Thành tích câu lạc bộ | Giải vô địch | Giải vô địch | Cúp                   | Cúp                   | Tổng cộng | Tổng cộng |
| Mùa giải              | Câu lạc bộ            | Giải vô địch          | Số trận      | Bàn thắng    | Số trận               | Bàn thắng             | Số trận   | Bàn thắng |
| Nhật Bản              | Nhật Bản              | Nhật Bản              | Giải vô địch | Giải vô địch | Cúp Hoàng đế Nhật Bản | Cúp Hoàng đế Nhật Bản | Tổng cộng | Tổng cộng |
| --------------------- | --------------------- | --------------------- | ------------ | ------------ | --------------------- | --------------------- | --------- | --------- |
| 2012                  | Hoyo Oita             | JFL                   | 27           | 6            | 2                     | 0                     | 29        | 6         |
| 2013                  | Hoyo Oita             | JFL                   | 28           | 13           | 2                     | 0                     | 30        | 13        |
| 2014                  | Renofa Yamaguchi      | JFL                   | 22           | 6            | -                     | -                     | 22        | 6         |
| 2015                  | Renofa Yamaguchi      | J3 League             | 36           | 16           | 1                     | 0                     | 37        | 16        |
| 2016                  | Renofa Yamaguchi      | J2 League             | 42           | 10           | 1                     | 0                     | 43        | 10        |
| 2017                  | Tokushima Vortis      | J2 League             | 32           | 7            | 0                     | 0                     | 32        | 7         |
| Tổng                  | Tổng                  | Tổng                  | 187          | 58           | 6                     | 0                     | 193       | 58        |